# Omero Antonutti

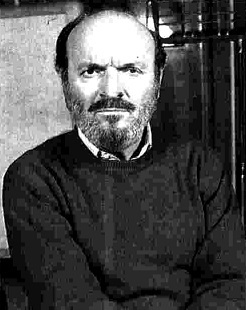
Omero Antonutti, 1994

Omero Antonutti (* 3. August 1935 in Basiliano; † 5. November 2019 in Udine) war ein italienischer Schauspieler und Synchronsprecher.

## Leben
Antonutti arbeitete auf Werften in Triest, bevor er am örtlichen Theater sein Bühnendebüt gab; von 1962 bis 1976 folgte eine vierzehnjährige Zeit am Stabile di Genova, wo er häufig mit Luigi Squarzina zusammenarbeitete. Dabei zeigte sich eine große Flexibilität seiner Darstellung, wobei Antonutti selbst mehr den modernen als den klassischen Rollen zugeneigt war. 1977 hatte er im Kino, für das er bis dahin nur spärlich gearbeitet hatte, mit dem Vater „Gavino Leddas“ in Padre Padrone – Mein Vater, mein Herr seinen Durchbruch; seinen keinen Widerspruch duldenden Patriarchen stellte er auch mit Mitteln des Epischen Theaters dar, das er bei der Interpretation Brechtscher Stücke kennengelernt hatte.
Zahlreiche seiner nun häufigeren Filmrollen waren Vaterfiguren unterschiedlicher Prägung und Ausprägung; er war als Luigi Pirandello in Kaos, als alter Restaurator von Kathedralen in Good Morning Babylon und als Noah in Die Bibel – Genesis zu sehen. Einige Male spielte er in spanischen Filmen. Seit Mitte der 1990er Jahre nahm er auch immer wieder Engagements für Fernseharbeiten an. Er war in mehreren Filmen der Brüder Taviani zu sehen (Die Nacht von San Lorenzo, Kaos, Good Morning, Babylon). Sein Schaffen für Film und Fernsehen umfasst mehr als 80 Produktionen.
Antonutti wirkte auch als italienischer Synchronsprecher, unter anderem für zahlreiche Filme mit Christopher Lee, wie in der Saga „Der Herr der Ringe“.

## Filmografie (Auswahl)
- 1966: Schwarzer Markt der Liebe
- 1966: Ergötzliche Nächte (Le piacevoli notti)
- 1974: In der Gewalt des Kindermörders (Fatevi vivi: la polizia non interverrà)
- 1974: Das Urteil – Prozeß im Schnellverfahren (Proicesso per direttissima)
- 1975: Die Sonntagsfrau (La donna della domenica)
- 1977: Padre Padrone – Mein Vater, mein Herr (Padre padrone)
- 1980: Der große Alexander (O Megalexandros)
- 1982: Geheimkommando C.I.A. (Notturno) (Fernseh-Miniserie)
- 1982: Die Nacht von San Lorenzo (La notte di San Lorenzo)
- 1982: Giuseppe Verdi – Eine italienische Legende (Verdi) (Fernseh-Miniserie)
- 1983: El Sur (Der Süden) (El sur)
- 1983: Ende in Moll (Il quartetto Basileus)
- 1984: Kaos
- 1987: Good Morning, Babylon (Good Morning, Babylonia)
- 1988: El Dorado – Gier nach Gold (El Dorado)
- 1988: Sabba, die Hexe (La visione del Sabba)
- 1990: Sandino (Sandino)
- 1991: Ein einfacher Fall (Una storia semplice)
- 1992: The Fencing Master (El maestro de esgrima)
- 1993: König der letzten Tage (Fernseh-Miniserie, 2 Folgen)
- 1994: Die Bibel – Genesis (Genesi – La Creazione e il diluvio)
- 1994: Der Fall Sindona (Un eroe borghese)
- 1994: Farinelli, der Kastrat (Farinelli)
- 1997: Das Leben ist schön (La vita è bella) (Erzähler in it. Originalfassung)
- 1999: Bergkristall – Verirrt im Schnee (Cristallo di rocca) (Fernsehfilm)
- 2001: Klaras Hochzeit (Fernsehfilm)
- 2006: N (Io e Napoleone)
- 2008: Buffalo Soldiers ’44 – Das Wunder von St. Anna (Miracle at St. Anna)
- 2013: Willkommen, Herr Präsident! (Benvenuto Presidente!)
- 2015: Pecore in erba